# Alexander Igorewitsch Kaljanin
Alexander Igorewitsch Kaljanin (russisch Александр Игоревич Калянин; * 24. September 1987 in Tscheljabinsk, Russische SFSR; † 7. September 2011 in Tunoschna bei Jaroslawl) war ein russischer Eishockeyspieler, der während seiner Karriere unter anderem beim HK Traktor Tscheljabinsk und Lokomotive Jaroslawl in der Superliga sowie Kontinentalen Hockey-Liga unter Vertrag stand.

## Karriere
Alexander Kaljanin begann seine Karriere als Eishockeyspieler in seiner Heimatstadt in der Nachwuchsabteilung des HK Traktor Tscheljabinsk, für dessen zweite Mannschaft er von 2003 bis 2005 in der drittklassigen Perwaja Liga aktiv war. In der Saison 2004/05 kam er zudem zu seinem Debüt für die Profimannschaft des HK Traktor in der Superliga, der höchsten russischen Spielklasse. In der Saison 2006/07 stand der Flügelspieler für den Zweitligisten Disel Pensa in der Wysschaja Liga auf dem Eis. 

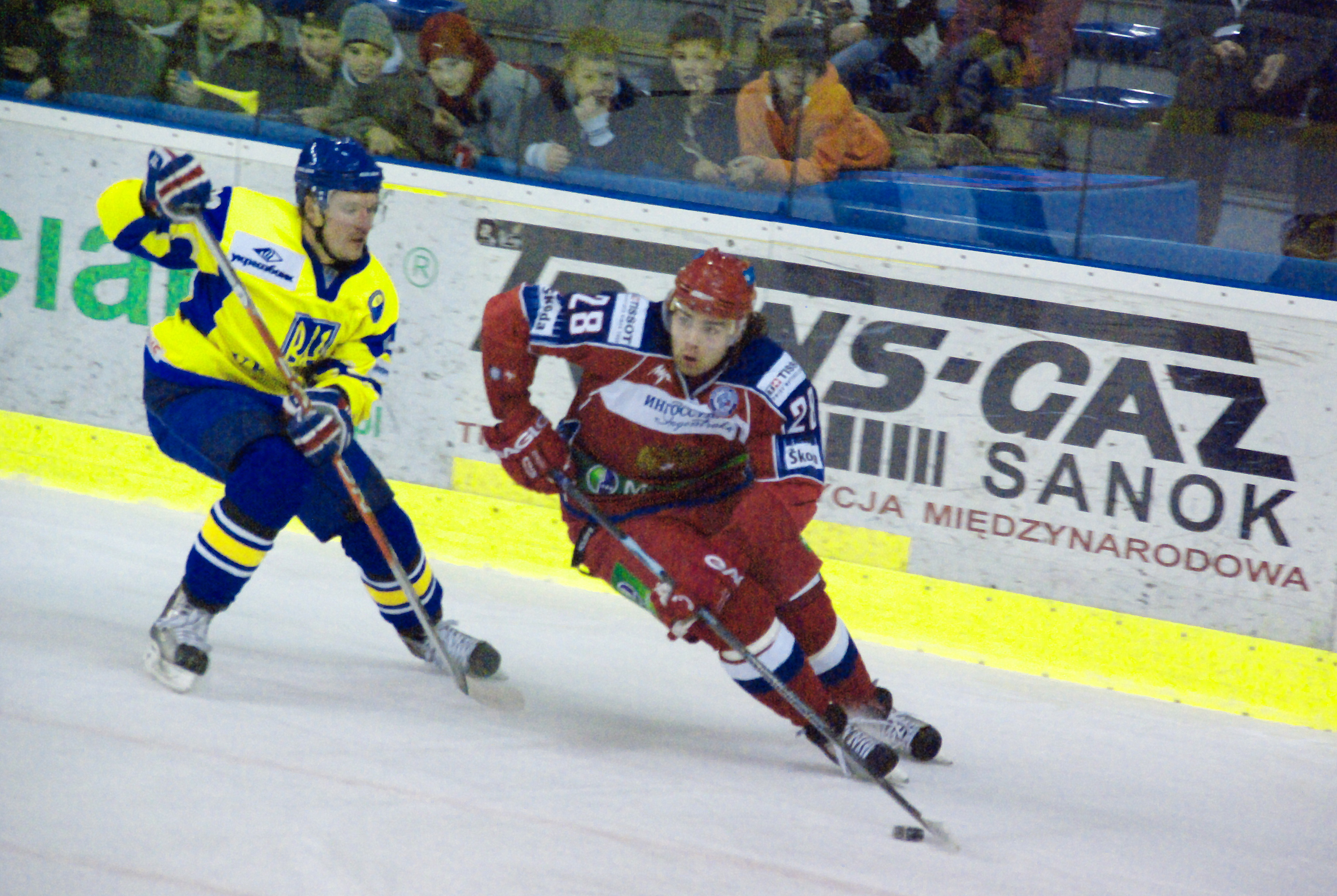
Alexander Kaljanin (re.) im Trikot der russischen B-Nationalmannschaft

Die Saison 2007/08 begann Kaljanin bei Lokomotive Jaroslawl, kam jedoch nur zu acht Einsätzen für dessen zweite Mannschaft in der Perwaja Liga, woraufhin er die gesamte restliche Spielzeit bei seinem Heimatverein Traktor Tscheljabinsk in der Superliga verbrachte. Seit der Saison 2008/09 läuft der Russe für Lokomotive Jaroslawl in der neu gegründeten Kontinentalen Hockey-Liga auf. In deren Premierenspielzeit erreichte er mit Lokomotive auf Anhieb das Playoff-Finale um den Gagarin-Pokal, musste sich in diesem mit seiner Mannschaft jedoch Ak Bars Kasan in der Best-of-Seven-Serie mit 3:4 Siegen geschlagen geben. In der Folgezeit wurde er Stammspieler bei Lokomotive. Am 7. September 2011 kam er bei einem Flugzeugabsturz bei Jaroslawl ums Leben.      

### International
Für Russland nahm Kaljanin 2011 an der Euro Hockey Tour teil.

## Erfolge und Auszeichnungen
- 2009 Russischer Vizemeister mit Lokomotive Jaroslawl